# Strah pred psi
Kinofobija (iz grščine: κύων/kýōn "pes" in φόβος/phóbos "strah") je abnormalen strah pred psi. Spada med specifične fobije, ki so med najbolj pogostimi anksioznimi motnjami. Specifična fobija je intenziven strah, ki vpliva na naše vsakdanje življenje. Poznamo 5 podtipov specifičnih fobij: strah pred živalmi (npr. kinofobija), pred različnimi situacijami, pred naravnimi - okoljskimi pojavi, pred krvjo/injekcijo/poškodbami  ter druge. Poslabšani simptomi fobij (tudi pri otrocih) povzročajo težave z zadovoljstvom v življenju in socialnimi spretnostmi, specifične fobije pa trajajo neverjetno dolgo, če jih ne zdravimo, lahko tudi več kot 20 let.

## Merjenje in ugotavljanje kinofobije
Stopnja kinofobije se lahko ocenjuje preko več različnih vprašalnikov, obstaja pa jih malo, ki bi neposredno merili prav strah pred psi. Eden redkih takih je vprašalnik za merjenje kinofobije (ang. Dog Phobia Questionnaire [DPQ]), ki sta ga sestavila Hong in Zinbarg leta 1999. Izkazal se je za uporabnega in veljavnega, in čeprav je relativno star, je še danes v uporabi. Povzetek raziskave o veljavnosti tega vprašalnika si lahko preberete tukaj.

## Zdravljenje in vrste zdravljenja
Najboljšo dokazano učinkovitost v zdravljenju specifičnih fobij imata vedenjsko in vedenjsko kognitivno zdravljenje. Take tehnike običajno pripeljejo do zadovoljivih rezultatov pri osebah, starih 7 let ali več. Pomembno pa je tudi zdravljenje majhnih otrok, saj se fobija običajno pojavi zgodaj in jo je potrebno čim prej odpraviti.
Otroci se najlažje učijo s posnemanjem nekega vzornika ali pa na podlagi nagrajevanja. Obstaja torej vrsta zdravljenja, pri kateri se oseba ali otrok uči s posnemanjem. Poteka tako, da oseba, ki se psov boji, opazuje nekoga drugega (t. i. modela), ki s psom uspešno komunicira. Model osebo s strahom pred psi vodi skozi terapijo, postopoma pa se oseba nauči manj boječega odziva in pridobi na samozavesti ob prisotnosti psov.
Druga vrsta terapije, najpogosteje uporabljena tehnika za zdravljenje kinofobije pri otrocih, temelji na učenju z nagrajevanjem. Pri tej vrsti terapije terapevti pacientom čestitajo za majne dosežke, jih nagradijo če se približajo psu, jih obveščajo o napredku, tako pa postopno strah ugaša dokler povsem ne izgine.

## Zdravljenje majhnih otrok
Za zdravljenje kinofobije pri otrocih so najboljše vedenjske terapije, ki temeljijo na nagrajevanju in učenju s posnemanjem. Čeprav je med specifičnimi fobijami kinofobija med bolj pogostimi, saj se s psi v vsakdanjem življenju pogosto srečujemo, je narejeno le malo raziskav o zdravljenju manjših otrok.
Davis, May, Matson in Rudy so leta 2013 raziskovali, kako se pri otrocih obnese vedenjska terapija, oz. hoteli podati empirično podlago za te vrste terapij pri zdravljenju kinofobije, in sicer na dveh primerih dveh otrok, starih 4 (deček) in 5 (deklica) let. Oba otroka sta prihajala iz srednjega ekonomskega razreda in oba sta imela slabo izkušnjo s psi; deček je bil napaden s strani večjega psa, deklico pa je večkrat preganjal manjši pes, poleg tega pa je njeno mamo eden ugriznil. Terapije so potekale na kliniki, pred začetkom zdravljenja pa so starši otrok izpolnili dva vprašalnika: vprašalnik o anksioznih motnjah za starše (ang. Anxiety Disorders Interview Schedule: Parent Schedule ADIS-IV:P, Albano in Silverman, 1996) in čeklisto otrokovega vedenja (ang. Child Behavior Checklist CBCL, Alchenbach, 1991). Starši so jih izpolnili pred začetkom, med, takoj po in 7 mesecev po zdravljenju. Na podlagi rezultatov na teh vprašalnikih je bila otrokoma diagnosticirana kinofobija in vsakemu posebej sestavljen individualni načrt zdravljenja. Po 10 do 13 terapijah s spodbujanjem in nagrajevanjem z neposredno izpostavljenostjo psom so se pokazali zadovoljivi rezultati. Podatki o napredku približno na sredini postopka zdravljenja niso pokazali zmanjšanja strahu, po koncu zdravljenja pa sta se oba otroka znebila pretiranega strahu in tudi po sedmih mesecih obdržala neškodljivo raven fobije, kar je pokazalo na uspešnost zdravljenja. Ti rezultati dokazujejo, da so vedenjske tehnike efektivne in tudi poceni oblike zdravljenja specifičnih fobij majhnih otrok.
Tudi raziskava E. Glasscocka in E. MacLeana, Jr. (1990) je ugotavljala, če se bo določena tehnika zdravljenja obnesla pri zdravljenju kinofobije in posledično strahu pred igro zunaj hiše pri majhni deklici, le da so za zdravljenje uporabili kombinacijo tehnike vedno večje postopne izpostavljenosti psom, učenja s posnemanjem in družinskega svetovanja. Raziskava je bila izvedena na 6-letni deklici iz srednjega ekonomskega razreda, ki je živela skupaj s starši in tremi starejšimi sorojenci. Deklico je napadel sosedov pes, utrpela pa je tudi fizične poškodbe, zato se je deklica bala tako psov, kot igranja zunaj hiše, kjer se je počutila ogroženo. Glede na čas njene igre znotraj hiše so oblikovali listo vedenjskih korakov na poti do zdravljenja in merili, koliko časa je zdržala na vsakem območju, opraviti pa je morala vedno težje vaje z različnimi psi. Terapevt je bil ves čas prisoten, deklico je spodbujal, vodil in ji dajal nagrade, tako kot tudi njeni družinski člani, ki so se za to pred začetkom zdravljenja usposobili. Rezultati so pokazali, da se je deklica vedno več časa uspela zadržati zunaj hiše in se na koncu samostojno igrala zunaj, tudi z družinskim psom ter ni več občutila strahu do drugih psov, torej je bila terapija uspešna, kar ponovno potrjuje uspešnost vedenjskih terapij pri zdravljenju kinofobije pri otrocih.